# 물지님개구리속
물지님개구리속(Water-holding frog)은 청개구리과에 딸린 한 속이다. 학명은 키클로라나(Cyclorana). 대부분 오스트레일리아에서 발견된다. 청개구리과에 속하지만 나무를 기어올라갈 수 있는 흡반이 없어서 완전한 육생 생활을 한다. 

## 하위 종
- 줄무늬굴개구리
- 왕개구리
- 짧은발개구리
- 숨은귀개구리
- 나이프발개구리
- 긴발개구리
- 데일리워터스개구리
- 메인개구리
- 작은개구리
- 뉴홀란드개구리
- 물지님개구리
- 통곡개구리
- 무사마귀개구리